# Grammaria immersa
Grammaria immersa är en nässeldjursart som beskrevs av Nutting 1901. Grammaria immersa ingår i släktet Grammaria och familjen Lafoeidae. Inga underarter finns listade i Catalogue of Life.